# Kristliga demokrater
Kristliga demokrater var ett politiskt parti i Litauen. 
2004 gick partiet samman med Fosterlandsförbundet (litauiska konservativa) samt Förbundet av politiska fångar och landsflyktiga och bildade Fosterlandsförbundet (konservativa, politiska fångar och landsflyktiga, kristliga demokrater). 